# Thailand International
Die Thailand International sind offene internationale Meisterschaften von Thailand im Badminton. Sie wurden erstmals im Januar 2015 ausgetragen und haben den BWF-Status einer International Challenge. Seit 2023 wird auch die Thailand International Series ausgetragen.

## Die Sieger
| Saison    | Herreneinzel               | Dameneinzel               | Herrendoppel                                       | Damendoppel                                       | Mixed                                       |
| --------- | -------------------------- | ------------------------- | -------------------------------------------------- | ------------------------------------------------- | ------------------------------------------- |
| 2015      | Lee Hyun-il                | Supanida Katethong        | Jun Bong-chan Kim Duk-young                        | Duanganong Aroonkesorn Kunchala Voravichitchaikul | Choi Sol-gyu Chae Yoo-jung                  |
| 2016 2022 | nicht ausgetragen          | nicht ausgetragen         | nicht ausgetragen                                  | nicht ausgetragen                                 | nicht ausgetragen                           |
| 2023      | Minoru Koga                | Asuka Takahashi           | Nanthakarn Yordphaisong Chaloempon Charoenkitamorn | Liu Chiao-yun Wang Yu-qiao                        | Ruttanapak Oupthong Jhenicha Sudjaipraparat |
| 2024      | Panitchaphon Teeraratsakul | Riko Gunji                | Kang Khai Xing Aaron Tai                           | Laksika Kanlaha Phataimas Muenwong                | Pakkapon Teeraratsakul Phataimas Muenwong   |
| 2025      | Richie Duta Richardo       | Anyapat Phichitpreechasak | Ali Faathir Rayhan Devin Artha Wahyudi             | Sayaka Hirota Maiko Kawazoe                       | Phuwanat Horbanluekit Fungfa Korpthammakit  |